# Mondrões
Mondrões é uma povoação portuguesa sede da Freguesia de Mondrões do Município de Vila Real, freguesia com 11,04 km² de área e 948 habitantes (censo de 2021), tendo, por isso, uma densidade populacional de 85,9 hab./km².
A Freguesia de Mondrões está situada na vertente sul da Serra do Alvão. Além da sede, inclui no seu território os seguintes lugares: Areias, Bandada, Bisalhães, Gulpilhares, Igreja, Marinheira, Quintelas e Sapiões.
Em 1801 tinha 717 habitantes e em 1849 tinha 886.

## Demografia
A população registada nos censos foi:
| Distribuição da População por Grupos Etários | Distribuição da População por Grupos Etários | Distribuição da População por Grupos Etários | Distribuição da População por Grupos Etários | Distribuição da População por Grupos Etários |
| -------------------------------------------- | -------------------------------------------- | -------------------------------------------- | -------------------------------------------- | -------------------------------------------- |
| Ano                                          | 0-14 Anos                                    | 15-24 Anos                                   | 25-64 Anos                                   | > 65 Anos                                    |
| 2001                                         | 197                                          | 165                                          | 587                                          | 210                                          |
| 2011                                         | 153                                          | 120                                          | 555                                          | 237                                          |
| 2021                                         | 84                                           | 117                                          | 487                                          | 260                                          |

Referências:

## História
Nas Inquirições de D. Afonso II (1220), Mondrões surge ligada a São Miguel da Pena. Em 1275 recebeu carta de povoamento de D. Afonso III. Pelo foral de D. Manuel I (15 de dezembro de 1519) passa a vila e sede de concelho, mas em 1586 já surge de novo como pertencente ao termo de Vila Real.

## Património Cultural
- Igreja de Mondrões ou Igreja de São Tiago